# العراضه فی الحکایه السلجوقیه
العراضه فی الحکایه السلجوقیه اثری از سید شمس‌الدین محمد یزدی بن سید رکن الدین محمد بن نظام الحسینی الیزدی است که در قرن هشتم نگارش یافته‌است. این اثر تلخیص راحه الصدور است و اکثر اطلاعات آن پیرامون سلاجقهٔ بزرگ می‌باشد. همچنین قانون شش ماده‌ای منسوب به ملکشاه که در این کتاب آمده، بر اهمیت آن بسیار افزوده‌است.